# Identiteit van Binet-Cauchy
In de algebra stelt de identiteit van Binet-Cauchy, vernoemd naar de Franse wiskundigen Binet en Cauchy, dat
{\displaystyle {\biggl (}\sum _{i=1}^{n}a_{i}c_{i}{\biggr )}{\biggl (}\sum _{j=1}^{n}b_{j}d_{j}{\biggr )}={\biggl (}\sum _{i=1}^{n}a_{i}d_{i}{\biggr )}{\biggl (}\sum _{j=1}^{n}b_{j}c_{j}{\biggr )}+\sum _{1\leq i<j\leq n}(a_{i}b_{j}-a_{j}b_{i})(c_{i}d_{j}-c_{j}d_{i})}
voor elke keuze van reëel- of complex getallen (of meer in het algemeen elementen van een commutatieve ring).
Het instellen van de gelijkheden ai = ci en bj = dj, geeft de identiteit van Lagrange, wat weer een sterkere versie van de ongelijkheid van Cauchy-Schwarz voor de Euclidische ruimte {\displaystyle \scriptstyle \mathbb {R} ^{n}} is.

## Voetnoten
1. ↑  Eric W. Weisstein, CRC concise encyclopedia of mathematics (2003), Hoofdstuk over Binet-Cauchy identity, blz. 223, zie hier, ISBN 1-58488-347-2, 2e editie, CRC Press.